# Ляпинская
Ляпинская — деревня в Тарногском районе Вологодской области.
Входит в состав Верховского сельского поселения, с точки зрения административно-территориального деления — в Верховский сельсовет.
Расстояние по автодороге до районного центра Тарногского Городка — 45 км, до центра муниципального образования Верховского Погоста — 7 км. Ближайшие населённые пункты — Олиховская, Кичигинская, Першинская-2, Карелинская-2, Епифановская.
По переписи 2002 года население — 3 человека.